# Потоцкий, Джон
Иосиф Потоцкий (1762 – 1764 — 31 августа 1824) — первый подданный Российской империи в Австралии, прибывший на Тасманию в качестве осужденного.
Дочь Иосифа Катерина, названная именем жены, была первым европейцем, родившимся в колонии.

## Молодость
Предположительно, Иосиф Потоцкий родился в 1762—1764 гг. в Российской Империи. О доавстралийском периоде его жизни почти ничего неизвестно. Вероятно, он происходил из дворянской семьи, был членом армии Костюшко, принимал участие в осаде Варшавы и резне в Праге.    27 марта 1802 года, был привлечен за кражу в Великобритании и сослан на каторжные работы в Австралию.

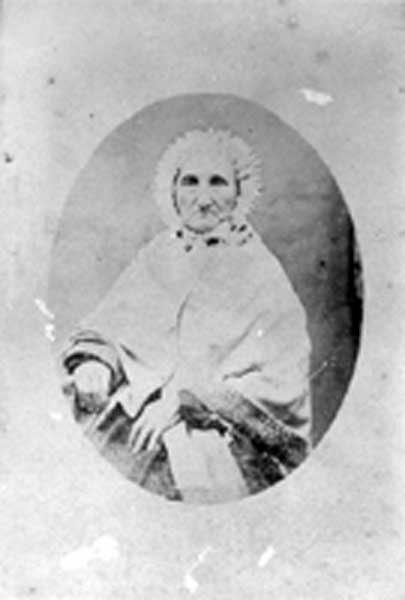
Катерина МакДональд (Потоцкая) — дочь Джона Потоцкого